# Dale Hennesy
Dale Hennesey (Washington, 24 agosto 1926 – Encino, 20 luglio 1981) è stato uno scenografo statunitense.

## Biografia
Nel 1963 Dale Hennesey esordì come scenografo nella pellicola Sotto l'albero yum yum. Nel 1972 partecipò sempre come scenografo al film Tutto quello che avreste voluto sapere sul sesso* *ma non avete mai osato chiedere, e nel 1973 al lungometraggio Il dormiglione, sempre di Woody Allen. Nel 1974 ottenne il suo più grande successo lavorando al film Frankenstein Junior di Mel Brooks. Nel 1976 lavorò per il remake di King Kong e nel 1982 per il film Annie, per il quale ottenne una candidatura all'Oscar. Vinse l'Oscar per la scenografia nel film Viaggio allucinante del 1966.

## Filmografia parziale
- Sotto l'albero yum yum (Under the Yum Yum Tree), regia di David Swift (1963)
- Viaggio allucinante (Fantastic Voyage), regia di Richard Fleischer (1966)
- Adam at Six A.M., regia di Robert Scheerer (1970)
- Tutto quello che avreste voluto sapere sul sesso* *ma non avete mai osato chiedere (Everything You Always Wanted to Know About Sex* *but Were Afraid to Ask)), regia di Woody Allen (1972)
- Il dormiglione (Sleeper), regia di Woody Allen (1973)
- Frankenstein Junior (Young Frankenstein), regia di Mel Brooks (1974)
- King Kong, regia di John Guillermin (1976)
- Annie, regia di John Huston (1982)